# Strömungsabriss

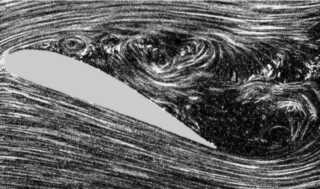
Strömungsfeld beim Strömungsabriss an einem Profil im Windkanal

Der Auftriebsbeiwert fällt bei Überschreitung eines bestimmten Anstellwinkels vom Maximalwert stark ab.

Der Strömungsabriss (engl. stall) ist in der Strömungslehre die Ablösung der Strömung von der Oberfläche eines Gegenstandes. Er spielt eine Rolle bei Tragflächen, Propellern, Rotorblättern, Turbinen- / Leitschaufeln etc. Dabei kann es sich um die Ablösung einer laminaren oder einer turbulenten Strömung handeln.

## Ursachen
Zwei Ursachen können den Strömungsabriss herbeiführen:
- Überziehen durch einen Anstellwinkel, der über einem für das jeweilige Profil charakteristischen Wert liegt.
- Erhöhung der Geschwindigkeit an einem Unterschallprofil in den schallnahen Bereich. Dies wird als High Speed Stall oder High Speed Buffet bezeichnet.

## Auswirkungen

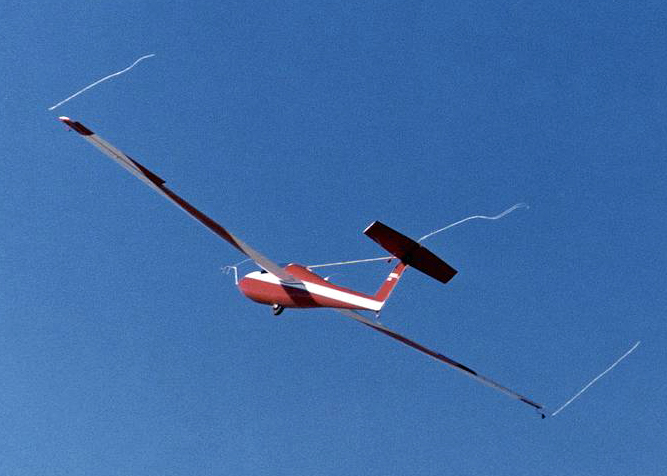
Ein Segelflugzeug im kontrollierten Sackflug. Der hohe Anstellwinkel ist an den Seitenfäden an den Tragflächenenden erkennbar.

Die Folge ist eine Verringerung des Auftriebs (beim Propeller: des Vortriebs).
Der Pilot eines Starrflügel-Flugzeugs kann für bestimmte Manöver (z. B. Sackflug, Trudeln, Luftkampfmanöver) einen Strömungsabriss gezielt herbeiführen.
Die normale Reaktion eines Flugzeugs auf einen Strömungsabriss ist ein Abkippen (Abtauchen) nach vorne. Aerodynamisch stabile Flugzeuge fangen sich nach kurzer Zeit wieder ab (→ Längsstabilität).
Die Auswirkung eines Strömungsabrisses hängt vom Profil und der Tragflächenkonstruktion ab. Bei Nutz- und Verkehrsflugzeugen wird bei der Konstruktion auf eine gutmütige Stall-Charakteristik (weniger abrupter Abriss) geachtet, damit bei unbeabsichtigtem Eintreten in den Stall keine plötzlichen Auftriebsverluste auftreten.
Beim Deep Stall betrifft der Strömungsabriss nicht nur die Tragflächen, sondern auch das Höhenruder. Dies führt durch Manövrierunfähigkeit meist zum Absturz.

## Überziehgeschwindigkeit
Die Geschwindigkeit, bei der es im Geradeausflug zum Abreißen der Strömung („Strömungsabriss“) kommt, nennt man Überziehgeschwindigkeit, Abreißgeschwindigkeit (gelegentlich Abrissgeschwindigkeit), halbenglisch Stall-Geschwindigkeit oder auch als englisches Fremdwort Stallspeed.
Die Profilform kann bei den meisten Flugzeugen (z. B. mittels Auftriebshilfen) variiert werden, um die Überziehgeschwindigkeit im Langsamflug zu senken.
Generell gilt: Je geringer die Geschwindigkeit eines Flugzeuges wird, desto mehr muss der Anstellwinkel erhöht werden, damit das Flugzeug ohne Höhenverlust geradeaus fliegt. Will man zudem noch ohne Höhenverlust eine Kurve fliegen, muss der Anstellwinkel zusätzlich erhöht werden, da im Kurvenflug auch noch die dann zusätzlich auftretende Fliehkraft durch größeren Auftrieb ausgeglichen werden muss. Für jedes Flügelprofil lässt sich ein maximaler Anstellwinkel angeben, oberhalb dessen die Strömung abreißt und der Auftrieb schlagartig zusammenbricht.
Liegt die Geschwindigkeit eines in der Luft befindlichen Flugzeugs über der Strömungsabrissgeschwindigkeit, jedoch auch unter der vom Hersteller festgelegten Mindestgeschwindigkeit, gerät das Flugzeug in den Sackflug. Die Strömung an den Tragflächen ist bereits turbulent, der Auftrieb stark vermindert, das Flugzeug sackt durch. Die Strömung ist aber noch nicht völlig abgerissen und das Flugzeug bleibt eingeschränkt steuerbar.
Die Luftdichte, das Gewicht des Flugzeugs und sein Massenmittelpunkt beeinflussen die Stallgeschwindigkeit. Eisansatz am Flügel verändert das Profil und erhöht dadurch die Abreißgeschwindigkeit in unvorhersehbarer Weise.

## High Speed Stall
Beim High Speed Stall kommt es durch die für den schallnahen Geschwindigkeitsbereich typische Ausbildung einer Stoßwelle zum Strömungsabriss hinter der Stoßwelle. Sofern nicht extrem viel Energie zugeführt wird (zum Beispiel durch einen Sturzflug), beendet sich dieser Zustand von selbst, da die Stoßwelle enormen Widerstand erzeugt und sich dadurch die Geschwindigkeit wieder reduziert.

## Compressor Stall
Ein Compressor Stall ist ein Strömungsabriss an einer einzelnen Verdichterschaufel innerhalb eines Strahltriebwerks. Die grundlegende Ursache hierfür ist eine Instabilität des Luftflusses innerhalb des Verdichters oder eine Veränderung der Luftgeschwindigkeit innerhalb des Verdichters ohne eine kompensierende Drehzahländerung (was letztlich zu einer Veränderung des Anströmwinkels der Verdichterschaufeln führt).
Erfolgt der Strömungsabriss an mehreren Schaufeln, kommt es zu einem Verdichterpumpen, engl. Surge genannt. Dabei strömt Luft aus nachgeordneten Verdichterstufen zurück, bis wieder genügend Druck vorhanden ist. Dieses wiederholt sich periodisch mit einer Frequenz von 5 bis 30 Hertz, solange der Gegendruck der Verdichterstufe auf dem Wert bleibt, der diesen Vorgang auslöste.
Die Schäden, die ein Compressor Stall oder Compressor Surge bewirkt, können einen Triebwerkwechsel erforderlich machen.

## Einseitiger Strömungsabriss
Im Kurvenflug strömt die Luft an der inneren Tragfläche langsamer vorbei als an der äußeren. Bei Langsamflug kann es zu einem einseitigen Strömungsabriss kommen. Dann produziert die innere Tragfläche deutlich weniger Auftrieb als die äußere; das Flugzeug kippt ohne Zutun des Piloten 'nach innen' und kann ins Trudeln geraten. Je nach Neigung der Flugzeuglängsachse wird zwischen Steil- (bzw. normalem) Trudeln und Flachtrudeln unterschieden. Trudeln ist auch im Rückenflug möglich und wird in der Methodik der Segelkunstflugausbildung behandelt. Je langsamer man fliegt und je enger der Kurvenradius, desto größer ist die Wahrscheinlichkeit eines einseitigen Strömungsabrisses.

Strömungsabriss bei steiler Schräglage

Nichts mit dem Trudeln zu tun hat der sogenannte Spiralsturz. Während beim Trudeln die Strömung einseitig abgerissen ist, liegt sie beim Spiralsturz an beiden Flächen an.

## Gefahren
Ein Durchsacken in Bodennähe kann zu einer Bruchlandung oder zu einem Absturz führen. Viele Flugzeuge verfügen über eine Überziehwarnanlage, die dem Piloten einen drohenden Abriss signalisiert. Bei einem Strömungsabriss in großen Höhen bleibt ausreichend Zeit, um den Flugzustand wieder zu stabilisieren, sobald der Stall einmal sicher erkannt wurde. Auf dem verunglückten Air-France-Flug 447 kam es in Unwetter zu einem Strömungsabriss, den die Crew nicht als solchen erkannte, was zum Kontrollverlust führte.
Bei Drehflüglern (Hubschraubern) kann der Strömungsabriss zu einem plötzlichen Auftriebsverlust am Haupt- oder Heckrotor führen. Der Strömungsabriss entsteht, wenn der Anstellwinkel der Rotorblätter zu groß gewählt ist. Dies kann geschehen, wenn die Maschine durch eine zu schwere Last am Transporthaken oder falsche Flugtaktik im Gebirge überlastet wird.

## Beabsichtigter Strömungsabriss
Der geringe Auftrieb bei abgerissener Strömung wird in manchen Fällen gezielt eingesetzt:
- Bei Hängegleitern und Vögeln erlaubt ein Strömungsabriss kurz vor der Bodenberührung eine stehende Landung.
- gerissene sowie gestoßene Rollen sowie (im Modellflug) 3D-Kunstflugfiguren werden unter Strömungsabriss geflogen.
- Bevor sich bei Windkraftanlagen die drehzahlvariable Pitchregelung mit verstellbaren Rotorblättern durchsetzte, wiesen die starr montierten Rotorblätter ausgeprägt gewölbte und dünne Profile im Außenbereich auf, die ab einer gewissen Windgeschwindigkeit die Strömung abreißen ließen und damit die Drehzahl begrenzten („stall-geregelte Windkraftanlage“).